# Công viên lịch sử Mueang Sing
Mueang Sing (tiếng Thái: เมืองสิงห์; phát âm tiếng Thái: [Mương Sình]) là một công viên lịch sử ở huyện Sai Yok, tỉnh Kanchanaburi, Thái Lan. Phế tích của hai ngôi đền Khmer có niên đại thế kỷ 13 và 14. Nó được tuyên bố là công viên lịch sử năm 1987.
Được xây theo phong cách Bayon, các ngôi đền có liên quan tới Đế quốc Khmer dưới thời trị vì của vua Jayavarman VII (1180 đến 1219). Một điêu khắc đá của hoàng tử Vira Kumara ca ngợi cha mình, 23 thành phố được kể tên ra, trong số này có một thành phố tên là Srichaiya Singhapura mà một số học giả cho là Mueang Sing.
Tên gọi Mueang Sing lần đầu xuất hiện trong biên niên sử của triều vua Rama I (1782-1809), khi nó là một thị xã có thành bảo vệ cho Kanchanaburi. Trong cuộc cải tổ hành chính tỉnh cuối thế kỷ 19, tư cách của nó được hạ xuống từ mueang thành tambon (xã).
Bố công trình nằm trong một khu vực rộng 736.000 m² có thành laterit bao quanh. Thành nam chạy uốn dọc theo dòng Khwae Noi, còn ba cạnh kia vuông vức.